# Fn (клавиша)

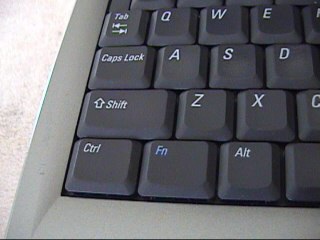
Клавиша Fn на ноутбуке Dell Inspiron 1150

Fn (сокр. от англ. function) — клавиша-модификатор, используемая на многих компьютерных клавиатурах (особенно на ноутбуках), для объединения функций, обычно находящихся на отдельных кнопках. Может использоваться для эмуляции отсутствующих клавиш на компактных клавиатурах, для активации мультимедийных функций, а также для активации различных функций, реализованных в клавиатуре аппаратно (подсветка, регулировка яркости экрана ноутбука и т.д.). Также клавиатура может оснащаться клавишей F-Lock, чтобы фиксировать клавиатуру в мультимедийном режиме.

## Компактные раскладки
В типичной компактной раскладке основная часть клавиатуры (с алфавитно-цифровым блоком) почти совпадает по раскладке с полноразмерной клавиатурой, а цифровая клавиатура совмещена с группой клавиш основной части. Это позволяет вводить текст не изучая новую раскладку. Символ, который нужно вводить с нажатой Fn, обычно напечатан на клавише меньшим шрифтом, в рамке или другим цветом (обычно голубым, но иногда оранжевым).

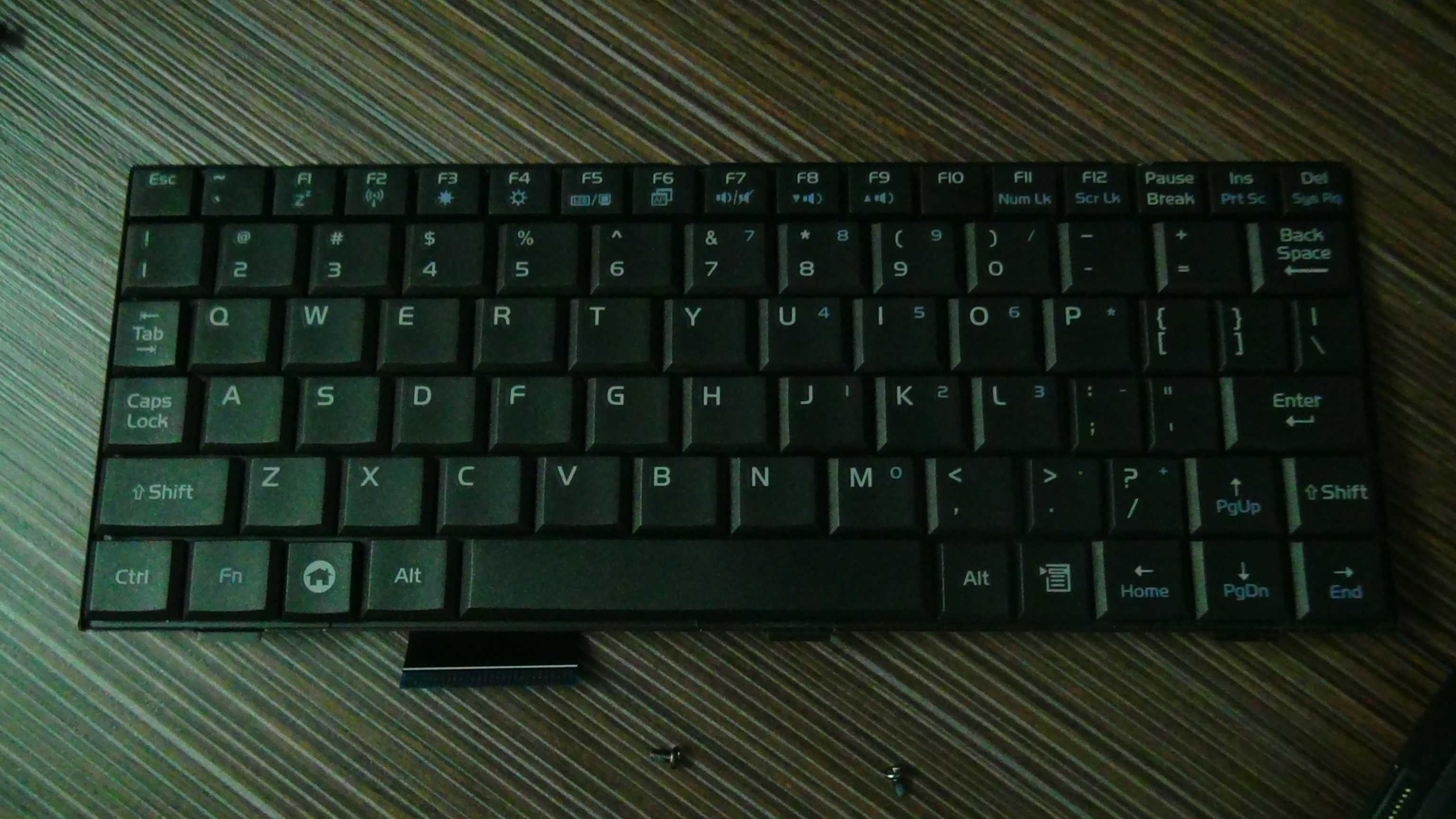
Клавиатура ноутбука Asus Eee PC 701. Обозначенное голубым вызывается с помощью Fn
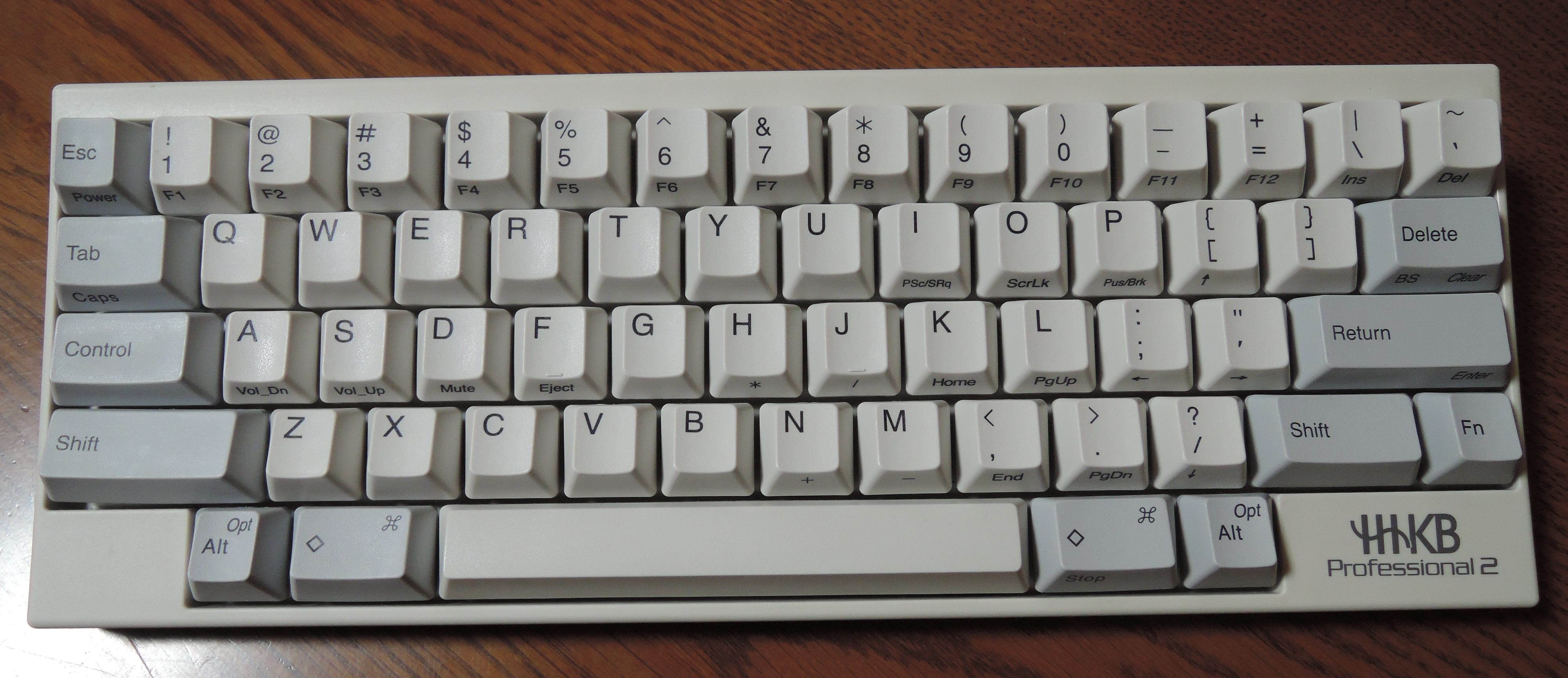
Happy Hacking Keyboard Professional 2[англ.]. Функции, доступные через Fn нанесены на переднюю часть клавиши.
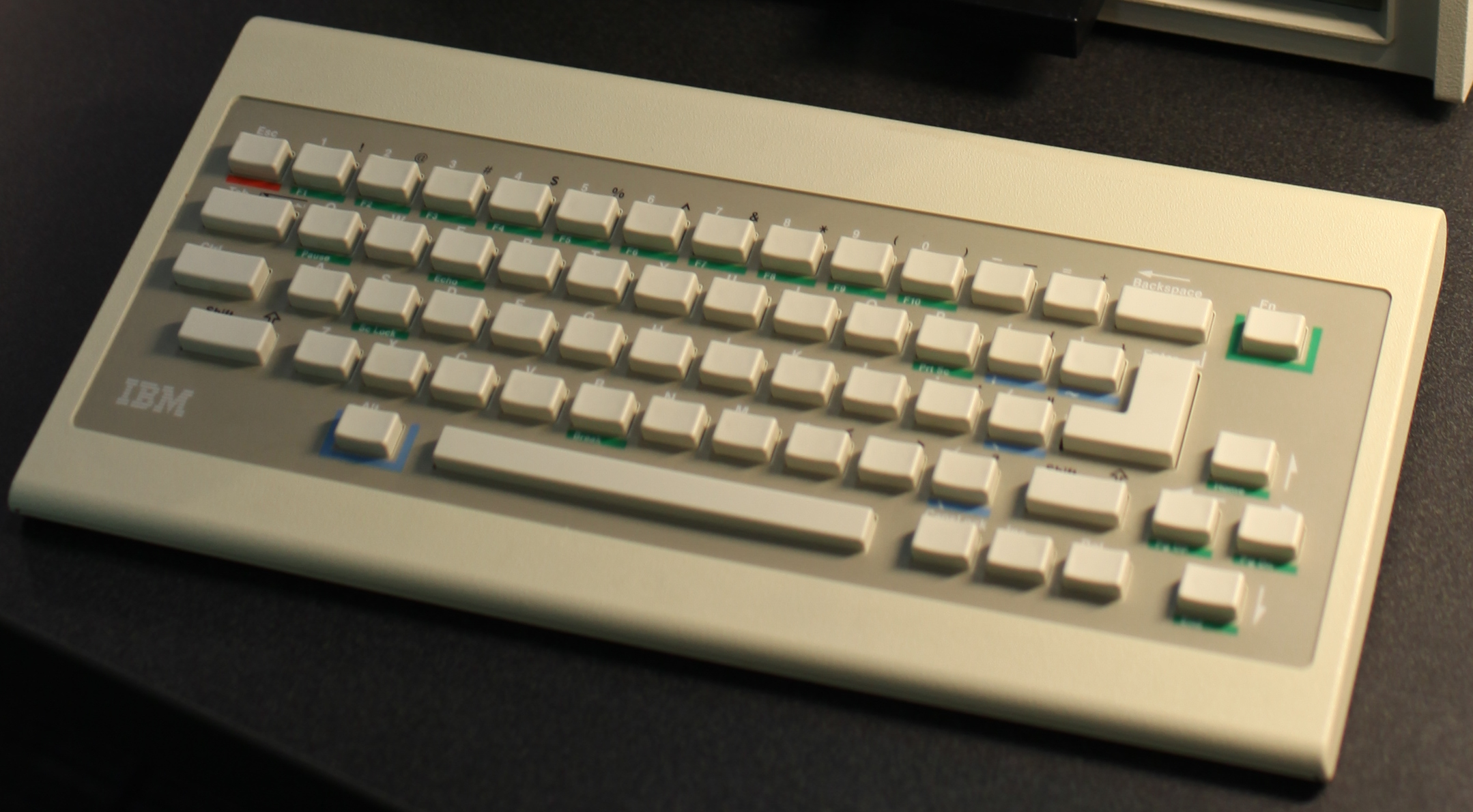
На клавиатуре IBM PCjr Fn-слой обозначен зелёным цветом. Клавиша Fn — в правом верхнем углу

## Технические подробности
Fn — клавиша-модификатор, и внешне работает подобно другим клавишам-модификаторам, таким как Ctrl, ⇧ Shift и Alt. При нажатии обычной клавиши-модификатора микроконтроллер в клавиатуре посылает скан-код самого модификатора, который операционная система распознаёт и комбинирует с кодами нажатых в то же время клавиш. Fn — как бы мета-модификатор, она изменяет сами скан-коды, отправляемые операционной системе для других клавиш. Это позволяет клавиатуре эмулировать полноразмерную клавиатуру, так что операционная система может предполагать значения клавиш, предназначенные для полноразмерной клавиатуры. Однако из-за того, что ОС не знает о наличии клавиши Fn, ей обычно нельзя через ПО назначить другую функцию, в отличие от всех остальных стандартных клавиш — если это не предусмотрено контроллером самой клавиатуры.
Кроме функций стандартных клавиш клавиатуры вроде Scroll Lock и Num Lock, комбинации с Fn могут использоваться для управления системными интерфейсами, например, на большинстве ноутбуков — изменения яркости экрана или громкости динамиков.

## Размещение клавиш Fn и Control
Ещё не существует единого стандарта о размещении клавиши Fn. Она обычно помещается рядом с уменьшенной и передвинутой для этого левой Ctrl. Клавиша Ctrl чаще всего используется для практичных операций с буфером обмена, или комбинаций типа Ctrl+S для сохранения. Широкая клавиша Ctrl на полноразмерных клавиатурах типа IBM PC позволяет пользователям привыкнуть использовать для этих комбинаций её правый или левый край, и её уменьшение и перемещение некоторым сильно досаждает.
Ухудшает ситуацию то, что клавише Fn нельзя назначить другую функцию программными средствами, работающими на уровне операционной системы. Однако на системах ThinkPad переопределить её можно в настройках BIOS. Один из способов решения проблемы — присвоение функции Ctrl клавише ⇪ Caps Lock. Тогда Ctrl находится слева от A и над левой ⇧ Shift, как предпочитают некоторые пользователи текстовых редакторов Emacs и Vim, и как было на рабочих станциях Unix.
- В последнее время большинство производителей уменьшают и сдвигают Ctrl в левый ближний угол клавиатуры, помещая Fn справа от неё — в частности, на большинстве ноутбуков от HP, Dell и Samsung, а также на ноутбуках Lenovo Ideapad.
- На ноутбуках Lenovo Thinkpad в левом ближнем углу находится клавиша Fn, а Ctrl сдвинута вправо.[10]
- На ноутбуках Apple клавиша Fn помещена в левый ближний угол, а Ctrl ужата вправо. Однако операционная система Apple OS X меньше страдает от уменьшения Ctrl, так как для многих стандартных комбинаций в ней используется клавиша ⌘ Cmd, так что копирование текста выполняется комбинацией, больше похожей на ⊞ Win+C, чем на Ctrl+C.
- На отдельных клавиатурах, особенно игровых и механических, Fn часто располагается справа. Через неё могут быть задействованы медиаклавиши, управление подсветкой и клавиатурные макросы.

## Внешние ссылки
- Microsoft Keyboards — F Lock Key
- What the F-Key?
- Xah Lee. Emacs: Why You Should Not Swap {Caps Lock, Control} Keys.